# Império Marata
O Império Marata (em marata: मराठा साम्राज्य; romaniz.: Marāṭhā Sāmrājya) foi um estado hindu localizado no que é hoje a Índia e Paquistão, que existiu entre 1674 e 1818.

## História
Após muitos anos de resistência e guerrilha contra o Sultanato de Bijapur e o Império Mogol, o líder marata Shivaji funda um reino independente em 21 de abril de 1674, com capital em Raigad. Shivaji morre em 1680 deixando um reino de grande dimensão mas vulnerável. Os mogóis invadem o reino e dão início a uma longa, mas infrutífera, guerra de 27 anos, entre 1681 e 1707. Shahu, neto de Shivaji, foi imperador do reino até 1749. Durante o seu reinado, Shahu nomeou um peshwa (primeiro-ministro), como chefe do governo sob certas condições. Após a morte de Shahu, os peshwas tornam-se os líderes de facto do império entre 1749 e 1761, enquanto os sucessores de Shivaji continuavam como os governadores em nome, na sua sede em Satara. Ocupando um largo território, o império Marata manteve as forças britânicas nas zonas limítrofes durante todo o século XVIII, até ao início dos conflitos entre os peshwas e os sardar (comandantes do exército), que causaram o declínio do império.
O Império Marata atingiu o seu auge no século XVIII no governo de Shahu e do peshwa Baji Rao I. A derrota na Terceira Batalha de Panipat, em 1761, impediu a expansão do império na região noroeste e reduziu os poder dos peshwas. Em 1761, após várias derrotas na guerra Panipat, os peshwas lentamente foram perdendo o controlo do se reino. Muitos sardar como Shinde, Holkar, Gaikwad, PantPratinidhi, Bhosale de Nagpur, Pandit de Bhor, Patwardhan e Newalka, começaram a desenvolver esforços no intuito de se tornarem reis das suas próprias regiões. No entanto, no governo do peshwa Madhavrao, a autoridade no norte da Índia foi restabelecida, 10 anos após a Batalha de Panipat. Após a morte de Madhavrao, o império entrou em declínio, com o poder político a ser partilhado por cinco dinastias marata: os peshwas de Pune; os Sindhias de Malwa e Gwalior; os Holkars de Indore; os Bhonsles de Nagpur; e os Gaekwads de Baroda. A rivalidade entre os Sindhia e os Holkar dominaram as relações do império até ao início do século XIX, tal como os conflitos com os britânicos e com a britânicos, nas três guerras anglo-maratas. Na terceira guerra anglo-marata, o último peshwa, Baji Rao II, foi derrotado pelos britânicos em 1818. A maior parte do Império Marata foi então absorvida pelos britânicos, tendo alguns dos estados maratas continuado como estados principescos vassalos dos britânicos e semi-independentes, até à independência da Índia em 1947.